# René Glodek
René Glodek fue un connotado participante en la denominada resistencia de Francia, en el frente de Toulouse, nacido en París en 1925 y fallecido en la misma ciudad en abril de 2014.

## Datos biográficos
Nacido de padre polaco y de madre rusa, ambos judíos y sujetos a la persecución nazi, fue hermano de Mireille Miailhe, tío de Florence Miailhe y cuñado de Pierre Roland-Lévy.
Durante la Segunda Guerra Mundial, sirvió en el clandestinaje de la resistencia a la ocupación alemana de Francia a lado de Victor Leduc y Jeanne Modigliani.
En 1991, el dramaturgo Alain Gautré le dedicó su pieza de teatro Jefe Lugar, publicada por la editorial Actos Sur.
En 2004, recibió del alcalde Jean-Luc Moudenc un sentido homenaje y la medalla de oro durante el 60.º de la liberación de Toulouse, comandada por Jean-Pierre Vernant, el coronel «Berthier», junto con Serge Ravanel.